# Darkwoods My Betrothed
Darkwoods My Betrothed är ett finskt black metalband som grundades år 1994 i Kides. Bandet hette ursprungligen Virgin's Cunt och grundades år 1993. De har släppt tre fullängdsalbum varav det senaste, Witch-Hunts, kom 1998. Det är oklart om bandet fortfarande är aktivt. 

## Medlemmar
Senaste kända medlemmar
- Julma aka Emperor Nattasett (Pasi Kankkunen) – basgitarr, sång (1994–?)
- Spellgoth (Tuomas Rytkönen) – sång (2004–?)
- Icelord (Juhana Salo) – gitarr (2004–?)
- Larha (Lauri Rytkönen) – trummor (2004-?)
- Magician (Tuomo Kuuluvainen) – keyboard (2004–?)

Tidigare medlemmar
- Ante Mortem – gitarr, sång
- Hexenmeister (Teemu Kautonen) – basgitarr (1994–1996)
- Hallgrim (Juoni) – gitarr (1994–2005)
- Erno "Emppu" Vuorinen – gitarr

Bidragande musiker (studio)
- Tero Leinonen – trummor
- Tuomas Holopainen – keyboard

Medlemmar i Virgin's Cunt
- Teemu (Teemu Kautonen) – basgitarr, keyboard (1993–1994)
- Tero (Tero Leinonen) – trummor (1993–1994)
- Jouni – gitarr (1993–1994)
- Pasi (Pasi Kankkunen) – sång (1993–1994)

## Diskografi
Demo
- 1993 – Reborn in the Promethean Flame (som Virgin's Cunt)
- 1994 – Dark Aureoles Gathering (som Virgin's Cunt / Darkwoods My Betrothed)

Studioalbum
- 1995 – Heirs of the Northstar
- 1996 – Autumn Roars Thunder
- 1998 – Witch-Hunts

Samlingsalbum
- 2000 – Dark Aureoles Gathering

Annat
- 1998 – Sacrament of Wilderness (delad EP med Nightwish och Eternal Tears of Sorrow)
- 1999 – The Eerie Sampler (delad album med Raven, Gravferd och Wizzard)